# Super!!!
Super!!!, vorher 'SuperMag', war eine von MME Me, Myself & Eye Entertainment produzierte Fernsehsendung auf Sat.1.
Zum ersten Mal ausgestrahlt wurde sie am 10. April 1994. Die jeweils rund 50 Minuten dauernde Live-Sendung lief jeden Sonntagvormittag und wurde von Markus Gerwinat und Gero Pflaum moderiert. Später wurde die Sendung auf den Samstagvormittag verlegt und wurde auf 1 Stunde verlängert und fand mit Studiogästen statt. Kurz vor der Absetzung wurde die Sendezeit auf 30 Minuten verkürzt und schließlich 1995 nach insgesamt 49 Folgen aus dem Programm genommen.
Inhaltlich war Super!!! ein Jugend-Newsmagazin mit Studiogästen, Videos und vielen interaktiven Elementen. Die Zuschauer konnten sich von zu Hause aus per Fax oder Telefon an der Sendung beteiligen. Sehr beliebt war auch Edgar, der erste Kamerahund im Deutschen Fernsehen.
Das Studio war als bunte Küche aufgebaut, mit Tresen, Kühlschrank usw. Für Reportagen ging das Kamerateam und die Moderatoren auch auf die Straße.

## Hunde
In der Sendung wirkte auch ein Mops mit, dieser hatte auf dem Rücken eine Kamera geschnallt und filmte entsprechend das, was er sah. Wenn das Bild von der Kamera gezeigt wurde, war ein Rahmen um das Bild eingeblendet, unter der „Doggy-Cam“ stand.
In einer Episode wurde „Hundebier“ vorgestellt, das, wie der Name vermuten lässt, ein Tetrapak-Getränk ähnlich alkoholfreiem Bier für Hunde ist. Mit der Zeit entwickelte sich dieses Produkt zu einem Running Gag.

## Namensänderung
Ursprünglich SuperMag, wurde der Name wegen der ZDF-Sendung Dr. Mag und einem diesbezüglichen Rechtsstreit zu Super!!! geändert.